# Ziemnokraski
Ziemnokraski (Brachypteraciidae) – rodzina ptaków z rzędu kraskowych (Coraciiformes), występująca wyłącznie na Madagaskarze. Cechami są najbardziej zbliżone do krasek właściwych, dlatego czasami bywają traktowane jedynie jako podrodzina tych ostatnich.
Odżywiają się drobnymi gadami i owadami. Prowadzą bardziej naziemny niż inne kraskowe tryb życia, przez co mają mocniejsze nogi i krótsze, bardziej zaokrąglone skrzydła. Gniazdują w korytarzach ziemnych, które same wykopują.

## Systematyka
Do rodziny należą następujące rodzaje i gatunki:
- Geobiastes Sharpe, 1871 – jedynym przedstawicielem jest Geobiastes squamiger (Lafresnaye, 1838) – ziemnokraska łuskowana
- Brachypteracias Lafresnaye, 1834 – jedynym przedstawicielem jest Brachypteracias leptosomus (Lesson, 1833) – ziemnokraska obrożna
- Uratelornis Rothschild, 1895 – jedynym przedstawicielem jest Uratelornis chimaera Rothschild, 1895 – dziwokraska
- Atelornis Pucheran, 1846